# 2n districte de Lió
El 2n districte (arrondissement) de Lió és un dels nou districtes de la Ciutat de Lió.

## Història
Els primers cinc districtes de Lió van ser creats pel Decret de 24 de març de 1852, que va incloïa el 2n districte.

## Geografia

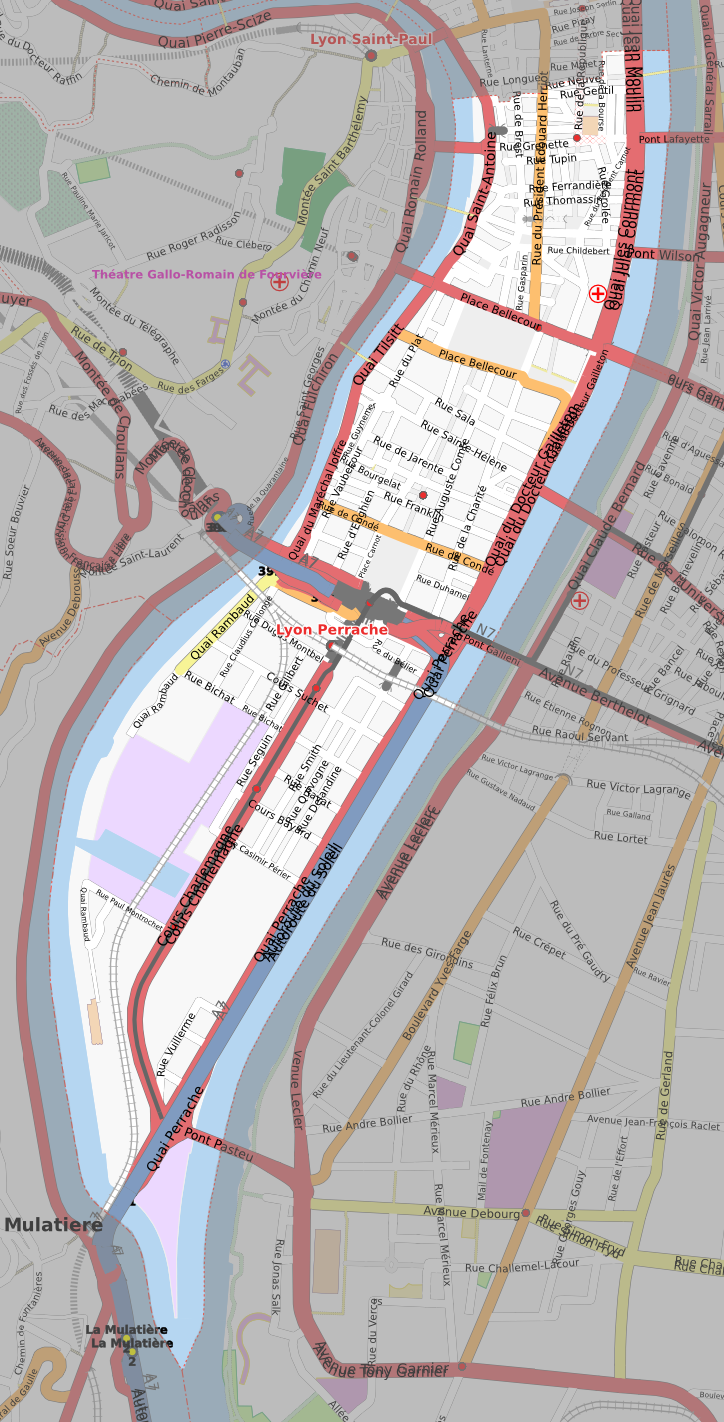
Planol del 2n districte de Lió

### Àrea i demografia
El 2n districte és el més comercial i més viu de Lió.
- 341 ha
- 1990: 27,971 habitants[2]
- 2006: 30,276 habitants
- Densitat relativa: 8,204 habitants/km²

### Barris
Els barris del 2n districte són:
- Les Cordeliers
- Bellecour
- Les Célestins
- La Confluence
- Ainay
- Perrache
- Sainte-Blandine

### Carrers i places
- Cours Charlemagne
- Cours de Verdun
- Cours Suchet
- Passage de l'Argue
- Palais de la Bourse
- Place Ampère
- Place Bellecour
- Place Antonin-Poncet
- Place Carnot
- Place de la République
- Place des Célestins
- Place des Jacobins
- Quai Jules Courmont
- Quai Rambaud
- Rue de Brest
- Rue de la Bourse
- Rue de la Poulaillerie
- Rue de la République
- Rue des Archers
- Rue des Marronniers
- Rue Édouard-Herriot
- Rue Émile-Zola
- Rue Mercière
- Rue Victor-Hugo

## Fites i monuments

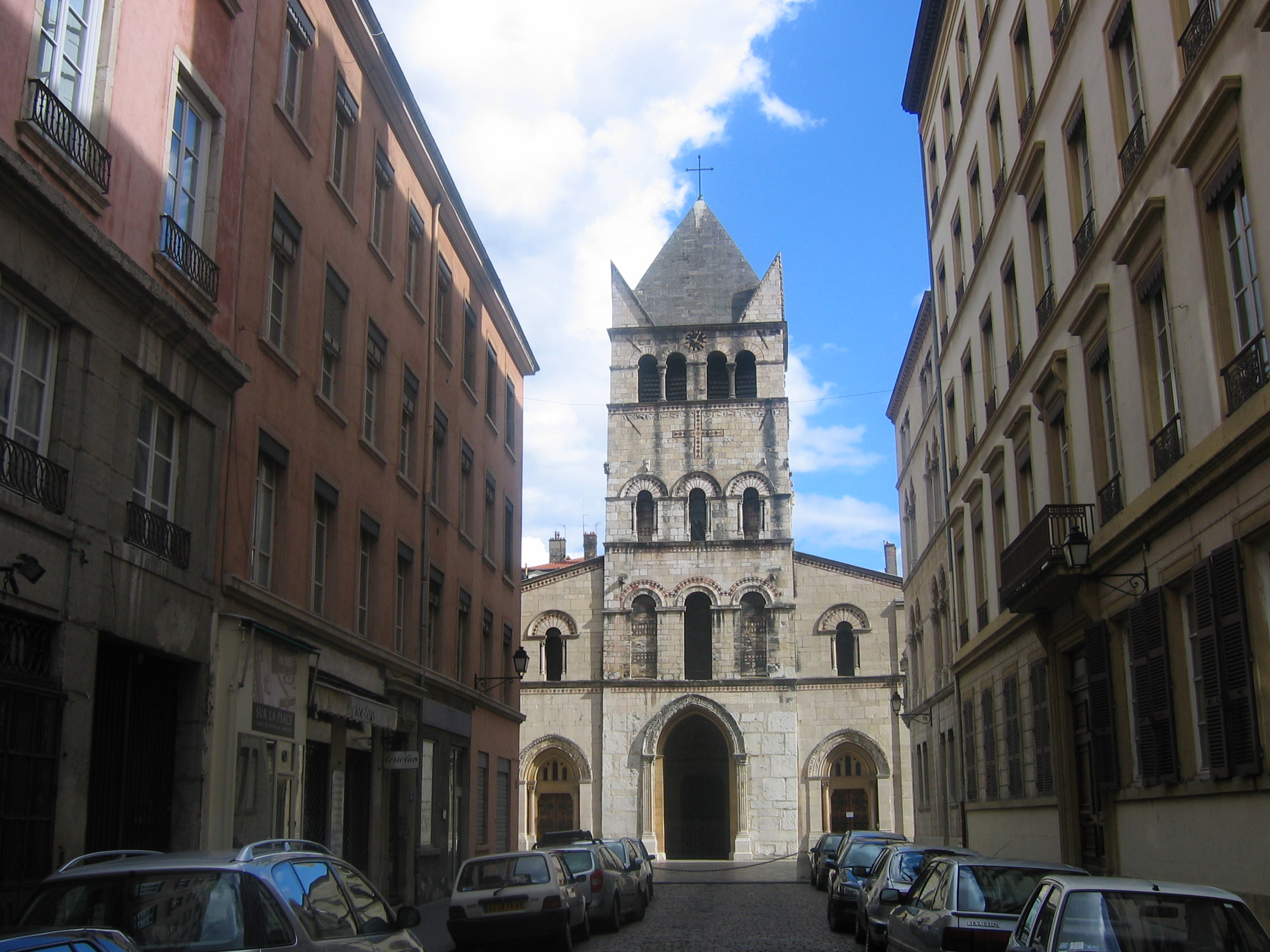
St-Martin-d'Ainay

Districte 2n:
- Basilique Saint-Martin d'Ainay
- Brasserie Georges
- Église Saint-Bonaventure
- Grande synagogue de Lyon
- La Bourse du Commerce
- Hôtel des Finances
- Hôtel Terminus
- Prison Saint-Paul
- Collège-lycée Ampère
- Museu de les Confluències
- Musée de l'Imprimerie
- Chapelle de la Trinité
- Patinoire Charlemagne
- La Sucrière
- Orange Cube

## Transport
Aquesta zona és servida pel metro línies A i  D:
- Línia A: a Cordeliers, Bellecour, Ampère - Victor Hugo and Perrache (terminal)
- Línía D: a Bellecour
- Tramvia T1 a Perrache, Suchet, Sainte-Blandine i Montrochet (terminal)
- Tramvia T2 a Perrache (terminal)